# Gagasan Rakyat
El Gagasan Rakyat (malayo para: Concepto Popular, aunque también puede traducirse como Poder Popular) fue una coalición electoral malaya que existió entre 1990 y 1996. Estaba compuesta por el Partido de Acción Democrática (DAP), el Partido Unido de Sabah (PBS), el Partido Popular de Malasia (PRM), Frente Progresista Indio (IPF) y el Partido Solidario de Malasia (MSP). Durante su existencia, mantuvo tratos con la otra principal coalición opositora, el Movimiento de Unidad Musulmana, pero no adhirieron una alianza formalmente debido a su característica islamista. El 25 de enero de 1996, DAP se retiró de la coalición, haciéndola disolverse casi al instante.

## Resultados electorales
|  | 21.41 % |

|  | 15.93 % |